# Kota Raya Lembak
Kota Raya Lembak is een bestuurslaag in het regentschap Lahat van de provincie Zuid-Sumatra, Indonesië. Kota Raya Lembak telt 727 inwoners (volkstelling 2010).